# Mediagroep EVA
Mediagroep EVA (Eemland, Vallei en Amersfoort) is een lokale omroep in de Nederlandse gemeente Amersfoort. EVA heeft een eigen televisiezender, radiostation, teletekst en internetsite. De zender zendt informatie over Amersfoort en de regio Amersfoort (Leusden en Soest) uit.
Op televisie zijn vaste rubrieken Eva Vraagt zich Af, waarin de Amersfoort om zijn/haar mening wordt gevraagd en het EVA Weekjournaal, waarbij het nieuws van die week wordt samengevat. Daarnaast doet EVA verslag van lokale (sport)evenementen en worden er iedere week vaste radioprogramma's uitgezonden vanuit de studio in Amersfoort.
Mediagroep EVA is de opvolger van Omroep Amersfoort. Omroep Amersfoort was vanaf 1986 tot aan 2011 de lokale omroep.